# Респираторный бронхиолит, ассоциированный с интерстициальным заболеванием лёгких
Респираторный бронхиолит, ассоциированный с интерстициальным заболеванием лёгких (РБИЗЛ)—  заболевание из группы ИИП, встречающееся у курильщиков, при котором респираторный бронхиолит сочетается с поражением альвеол и легочного интерстиция.
Впервые патология описана в 1987 году.

## Клиническая картина
Данное заболевание встречается только у курильщиков со стажем курения более 30 пачек/лет.
Основные симптомы при РБИЗЛ:
- одышка;
- кашель;
- выделение мокроты.

При аускультации у пациентов выслушивается крепитация. Примерно в 67% случаев у больных со спонтанным пневмотораксом наблюдается морфологическая картина РБИЗЛ.

## Морфологическая картина
При морфологическом исследовании характерно встретить следующую картину: в просвете респираторных бронхов и подлежащих альвеол накапливается большое количество пигментированных макрофагов, также происходит утолщение альвеолярных перегородок вокруг бронхиол (обширное воспаление). Именно пигмент, который находится в макрофагах, даёт положительную реакцию на окраску железом, что свидетельствует о длительном курении. 

## Диагностика
Диагноз РБИЗЛ ставится при наличие характерной клинической картины, а именно длительного курения. Также используют различные лабораторные и инструментальные методы исследования дыхательной системы. «Золотым стандартом» диагностики РБИЗЛ является открытая или торакоскопическая биопсия легких.

## Лечение
Пациентам следует полностью отказаться от курения, как активного, так и пассивного. Иногда назначают небольшие дозы глюкокортикостероидов. При полном отказе от курения прогноз заболевания благоприятный.